# Момпео
Момпео (итал. Mompeo) — коммуна в Италии, располагается в регионе Лацио, в провинции Риети.
Население составляет 548 человек (2008 г.), плотность населения составляет 50 чел./км². Занимает площадь 11 км². Почтовый индекс — 2040. Телефонный код — 0765.
Покровителем коммуны почитается святой Эгидий, празднование 1 сентября.

## Демография
Динамика населения:

## Администрация коммуны
- Официальный сайт: